# Бакино (Шарканський район)
Ба́кино (рос. Бакино) — присілок у складі Шарканського району Удмуртії, Росія.

## Населення
Населення — 14 осіб (2010; 23 у 2002).
Національний склад станом на 2002:
- удмурти — 87 %

## Урбаноніми[3]
- вулиці — Зарічна, Лучна